# TRY AGAIN (長渕剛のアルバム)
『TRY AGAIN』（トライ・アゲイン）は、日本のミュージシャンである長渕剛の22枚目のオリジナル・アルバムである。
2010年11月10日にユニバーサルミュージックのナユタウェイヴ レコーズからリリースされた。前作『FRIENDS』（2009年）よりおよそ1年3ヶ月ぶりにリリースされた作品であり、全作詞・作曲は長渕、プロデュースは長渕と山里剛の共同プロデュースとなっている。
レコーディングは2009年末のカウントダウンライブから間を置かずに開始され、前作に続きドラマーの大久保敦夫やベーシストの上田健司が参加している他、ギタリストとして是永巧一や名越由貴夫が参加している。音楽性としては喜怒哀楽の表現の振れ幅が大きいものとなっており、2008年に発生した秋葉原通り魔事件を題材とした曲などを収録している。
倉本聰による戯曲『歸國』のエンディングテーマとして使用され、公演会場のみで販売されたシングル「愛していると伝えて下さい」が収録されている他、先行シングルとしてリリースされた「俺たちのニライカナイ」（2010年）、シルヴェスター・スタローン監督映画『エクスペンダブルズ』の日本版主題歌として使用されたシングル「絆 -KIZUNA-」が収録されている。また、後に本作の表題曲が東日本大震災の発生を受けて「TRY AGAIN for JAPAN」（2011年）としてシングルカットとしてリリースされた。
オリコンチャートでは最高位3位となった。

## 背景
前作『FRIENDS』（2009年）リリース後、長渕は2009年9月4日の横浜アリーナより10月7日の大阪城ホールに至るまで、全国6都市全10公演におよぶライブツアー「2009 TSUYOSHI NAGABUCHI ARENA TOUR FRIENDS」を開催、また同年にはデビュー30周年を記念し、10月29日のよこすか芸術劇場より12月20日の京都会館第一ホールに至るまで、全国13都市全20公演におよぶライブツアー「Tsuyoshi Nagabuchi Acoustic Live 30th Anniversary」を開催、さらに年末の12月30日、31日には神戸ワールド記念ホールにてカウントダウンライブ「2009～2010 Tsuyoshi Nagabuchi Arena Tour "Friends" -Countdown Live-」を開催した。
2010年6月9日には前述の30周年ツアーを収録したプレミアムBOXセット『30th Anniversary BOX from TSUYOSHI NAGABUCHI PREMIUM』（2010年）をリリースし、初週2.1万枚を売り上げ6月21日付けのオリコンチャートにてランキング第1位を獲得した。価格は3万1500円と高額であったが、それまでの総合首位を記録していた『ザ・ビートルズ・アンソロジー（初回生産特別価格盤）』（2003年）を抜くミュージックDVD作品最高額総合首位記録となり、更に最高額首位の『機動戦士ガンダムDVD-BOX2（最終巻）』（2007年）と同額の歴代タイ記録となった。
7月26日より富良野GROUPにより公演された倉本聰の戯曲『歸國』が全国14会場全21公演におよび開催、同公演のエンディングテーマとして本作に収録されている「愛していると伝えて下さい」が使用され、会場限定シングルとしてリリースされた。さらに、8月11日には先行シングル「俺たちのニライカナイ」（2010年）をリリースした。
音楽以外の活動としては、前述の戯曲をドラマ化したTBS系テレビドラマ『歸國』（2010年）が8月14日に放送され、秋吉部隊長役として出演した。長渕のテレビドラマ出演はTBS系テレビドラマ『少年』以来8年ぶりとなり、本格的な俳優業としては映画『英二』（1999年）以来で11年ぶりとなった。また、同ドラマにて長渕はビートたけしと初共演する事となり、これに関し脚本を担当した倉本聰は「たけしさんと長渕が一緒になると、乱闘が起こるんじゃないかと思ったですね」とコメント、さらに出演者の生瀬勝久は「毎日気絶しそう。勘弁して」とコメントした。
10月13日には2枚目の先行シングルとなる「絆 -KIZUNA-」（2010年）をリリースした。同曲はシルヴェスター・スタローンが監督、脚本、主演を務めた映画『エクスペンダブルズ』（2010年）の日本版主題歌として採用され、洋画作品への初の曲提供となった。また、映画のプロモーションとして来日していたスタローンと長渕の対談が実現する事となり、その席でスタローンから長渕に対して続編への出演オファーも出された。

## 録音
レコーディングはスタジオ・テラ、ソニー・ミュージックスタジオ、一口坂スタジオにて行われた。
プロデューサーは長渕、山里剛が担当している。
本作は昨年末のカウントダウンライブから休みも取らずに曲作りとレコーディングが行われた。スタジオワークを一段落させた長渕はその後渡米、夏前にはドラマ『歸國』の撮影が行われ、その後に新バンドとの合宿リハーサルやシングルのプロモーション活動、PV撮影を行い、さらにその合間を縫う形で富良野を訪れていた。
収録曲の「知らんふり」は秋葉原通り魔事件を題材とした曲であり、前年の弾き語りライヴで「ホットケーキ」のタイトルで歌われていたものを、歌詞を書き直したものである。

## 音楽性
本作に関し長渕は、「オレの作品は、いつも自分へ向けての音楽。何よりもまず自分を奮い立たせるために作り、歌う。『TRY AGAIN』もそう。しのぎを削りながら頑張ってきて、のし上がって、でもくじけて。後悔して、また自らを奮い立たせる。それをありのまま歌う。自分が倒れた時に立ち上がるための音楽を、オレはやる」、「結果的に、この時代にマッチしているはずだ。でも、やっぱり、時代や誰かのために歌を作るという意識は、オレにはない。そういうのは、テーブルの上から人を見下ろすような音楽に感じられて嫌いだ。だから、まずは自分。自分が立ち上がれない音楽を、なぜ人に放つことができるんだ! という気持ちから歌はスタートすべきだ」と述べている。ビジネス情報サイト『ゲーテ』では、「タイトルチューンの『TRY AGAIN』は、荒っぽいアコースティック・ギターで始まるイントロ、重たいドラムス、ドラマティックなゴスペルテイストのコーラス、そして再起を叫ぶ歌詞が強烈だ」と表記されている。
文芸雑誌『別冊カドカワ 総力特集 長渕剛』において音楽ライターの藤井徹貫は、「1曲目の『Happy Birthday』からして、ロケットスタートだ。ライヴのオープニングをそのままアルバムに収めたかのような発射力。活力がみなぎっているゆえ、喜怒哀楽の振り幅も尋常ではない。喜の『Kiss』、怒の『絆-KIZUNA-』、哀の『愛してると伝えてください』、楽の『Happy－』。聴く者を感情のジェットコースターに乗せてしまう」と述べている。
文芸雑誌『文藝別冊 長渕剛 民衆の怒りと祈りの歌』において政治学者の栗原康は、「（『知らんふり』は）生々しい歌詞からはじまるこの曲は、二〇〇八年六月の秋葉原通り魔事件について歌ったものだ。長渕は、この事件にショックをうける。ひとが殺されたことにではない。ひとが殺されているのに、みんな知らんふりをしていることにショックをうけたのである」、「これじゃダメだ。もっと血のかよった、人と人のつながりを築いていかなければならない。長渕は『絆-KIZUNA-』を歌った」と述べている。

## リリース
2010年11月10日にナユタウェイヴ レコーズよりリリースされた。初回限定盤には「絆-KIZUNA-」のPVを収録したDVDが付属している。

## プロモーション
本作のリリースに先立ち、11月8日より長渕のスタッフによる公式Twitterが開始され、テレビやラジオ出演情報、プロモーション活動の様子などが配信された。
本作に関するテレビ出演は、6月11日に日本テレビ系情報番組『情報ライブ ミヤネ屋』（2006年 - ）に出演し「俺たちのニライカナイ」を演奏した。
10月22日にはフジテレビ系音楽番組『僕らの音楽 Our Music』（2004年 - 2014年）に出演しレーシングドライバーの佐藤琢磨と対談を行った他、「乾杯」、「絆-KIZUNA-」を演奏した。
11月17日にはNHK総合音楽番組『SONGS』（2007年 - ）に初出演し、プロボクサーの戸髙秀樹と共に戸髙の故郷である宮崎を訪れた他、「Success」、「HOLD YOUR LAST CHANCE」、「激愛」を演奏した。また、11月23日には再放送が行われ、未放送であった「STAY DREAM」、「TRY AGAIN」の演奏シーンが放送された。
11月20日にはフジテレビ系音楽番組『ミュージックフェア』（1964年 - ）に出演し、「絆-KIZUNA-」、「東京青春朝焼物語」、「泣いてチンピラ」、「TRY AGAIN」を演奏した。

## ツアー
本作を受けてのコンサートツアーは「TSUYOSHI NAGABUCHI ARENA TOUR 2010 – 2011“TRY AGAIN”」と題し、2010年12月4日のさいたまスーパーアリーナを皮切りに翌2011年1月23日の国立代々木競技場第一体育館まで8都市全14公演が行われ、約10万人を動員した。また、本ツアーの中からツアーファイナルとなった国立代々木競技場第一体育館の模様を収録した2枚組ライブDVD『LIVE at YOYOGI NATIONAL STADIUM ARENA TOUR 2010 - 2011 "TRY AGAIN"』が6月22日にリリースされた。
同年には「TRY AGAIN "UNPLUGGED" TOUR 2011」と題したツアーが2月17日のよこすか芸術劇場から3月31日の鹿児島市民文化ホール 第1ホールまで15都市全20公演が行われる予定であったが、映像関連の機材トラブルにより全公演が中止となった。

## 批評
| 専門評論家によるレビュー             | 専門評論家によるレビュー |
| レビュー・スコア                     | レビュー・スコア         |
| 出典                                 | 評価                     |
| ------------------------------------ | ------------------------ |
| CDジャーナル                         | 肯定的                   |
| ゲーテ                               | 肯定的                   |
| 別冊カドカワ 総力特集 長渕剛         | 肯定的                   |
| 文藝別冊 長渕剛 民衆の怒りと祈りの歌 | 肯定的                   |

- 音楽情報サイト『CDジャーナル』では、「生きていくことをあらためて考えさせられる、止まらないロック・アルバムだ。ここには純真さや愛、夢、後悔、闇などが混在」、「サウンドメイク・パートナーに上田健司を迎え、録音メンバーも刷新して臨んだ意欲作だ」と肯定的な評価を下している[27]。

- ビジネス情報サイト『ゲーテ』では、「『TRY AGAIN』『Success』『絆-KIZUNA-』『知らんふり』はものすごく激しい。"我慢がならねえ""血を吐くような切なさか""ぬめっと肝臓をえぐる"など、強烈な表現が荒々しく歌われる。ところが、その同じCDで『ブルームーン』『Kiss』といった、とてつもなく優しい曲も歌われている。とろけるようなラブ・バラードだ。一枚のなかで激しさと優しさの振り幅は大きく、同じアーティストの作品とは思えないほど」と肯定的な評価を下している[17]。

- 文芸雑誌『別冊カドカワ 総力特集 長渕剛』において藤井は、「どこを切り抜いても、心身の充実がうかがえるアルバムである」、「本作の収録曲たちは、舫綱を外したばかり。今まさに旅立ちの時。5年先、10年先、あるいは100年先、500年先、どの歌がどこを旅しているか楽しみでならない」と肯定的な評価を下している[16]。

- 文芸雑誌『文藝別冊 長渕剛 民衆の怒りと祈りの歌』において栗原は、「シングル『俺たちのニライカナイ』、『絆-KIZUNA-』、などが収録されている。ほかにも、『Success』、『ALL RIGHT』、『TRY AGAIN』、『Kiss』など、この数年、ライブで好んでもちいられる曲がそろっている」と肯定的な評価を下している[18]。

## チャート成績
オリコンチャートでは11月22日付けで最高位3位となり、その後登場回数12回、売り上げ枚数は6.1万枚となった。

## 収録曲

### CD
| 全作詞・作曲: 長渕剛。 |                                |           |            |                                             |      |
| #                      | タイトル                       | 作詞      | 作曲・編曲 | 編曲                                        | 時間 |
| 1.                     | 「Happy Birthday」             | 長渕剛    | 長渕剛     | 長渕剛                                      | 4:46 |
| 2.                     | 「女神のスウィング」           | 長渕剛    | 長渕剛     | 長渕剛/ブラスアレンジ：昼田洋二             | 3:54 |
| 3.                     | 「Success」                    | 長渕剛    | 長渕剛     | 長渕剛                                      | 6:12 |
| 4.                     | 「俺たちのニライカナイ」       | 長渕剛    | 長渕剛     | 長渕剛、上田健司                            | 5:54 |
| 5.                     | 「絆 -KIZUNA-」                | 長渕剛    | 長渕剛     | 関淳二郎、長渕剛                            | 6:49 |
| 6.                     | 「知らんふり」                 | 長渕剛    | 長渕剛     | 長渕剛                                      | 6:18 |
| 7.                     | 「ブルームーン」               | 長渕剛    | 長渕剛     | 長渕剛、河野圭/ストリングスアレンジ：河野圭 | 4:47 |
| 8.                     | 「ALL RIGHT」                  | 長渕剛    | 長渕剛     | 上田健司                                    | 5:28 |
| 9.                     | 「愛していると伝えてください」 | 長渕剛    | 長渕剛     | 長渕剛、上田健司                            | 6:55 |
| 10.                    | 「TRY AGAIN」                  | 長渕剛    | 長渕剛     | 長渕剛/ゴスペルクワイアアレンジ：佐々木久美 | 5:37 |
| 11.                    | 「Kiss」                       | 長渕剛    | 長渕剛     | 長渕剛、上田健司                            | 3:40 |
| 合計時間:              | 合計時間:                      | 合計時間: | 60:12      |                                             |      |

### DVD
- 初回限定盤のみ

1. 絆 -KIZUNA- (Music Clip)
2. PHOTO SESSION with LESULIE KEE

## スタッフ・クレジット

### 参加ミュージシャン
- 大久保敦夫 - ドラムス
- 矢野一成 - ドラムス、カホン
- 上田健司 - ベース、プログラミング
- 是永巧一 - エレクトリックギター
- 関淳二郎 - エレクトリックギター、アコースティック・ギター、12弦ギター
- 名越由貴夫 - エレクトリックギター
- 堀越信泰 - エレクトリックギター
- 長渕剛 - アコースティック・ギター、ナッシュビルチューニングギター、ブルースハープ、キーボード
- 河野圭 - キーボード
- 海津賢 - プログラミング
- デニス・マーティン - プログラミング
- 山岡広司 - プログラミング
- Mugifumi - クラップス、バッキング・ボーカル
- 高橋"JACKIE"香代子 - バッキング・ボーカル
- KAZUMI - バッキング・ボーカル
- KANA - バッキング・ボーカル
- 佐々木久美 - ゴスペルクワイア（10曲目）
- 高尾直樹 - ゴスペルクワイア（10曲目）
- ブレンダ・ヴォーン - ゴスペルクワイア（10曲目）
- TIGER - ゴスペルクワイア（10曲目）
- 西村浩二 - トランペット
- 霜田裕司 - トロンボーン
- 昼田洋二 - テナーサックス
- 倉富義隆 - バリトンサックス
- 弦一徹ストリングス - ストリングス（7曲目）

### スタッフ
- 長渕剛 - プロデューサー
- 山里剛 - コ・プロデューサー
- ブライアン・シューブル - ミキシング・エンジニア
- 片岡恭久 - 追加エンジニア
- SHUN SAITO - 追加エンジニア、アシスタント・エンジニア
- 植松豊 - 追加エンジニア
- 前田康二（バーニー・グランドマン・マスタリング） - マスタリング・エンジニア
- 米山雄大（ソニー・ミュージックスタジオ・ジャパン） - アシスタント・エンジニア
- 藤浪潤一郎（一口坂スタジオ） - アシスタント・エンジニア
- 上田健司 - バンド・セッション・リーダー
- デニス・マーティン (Fill In) - クリエイティブ・アドバイザー、通訳
- 三浦"Peter"浩 - エキップメント・テクニシャン
- 近藤拓也（サウンドクルー） - エキップメント・テクニシャン
- 藤原浩（サウンドクルー） - エキップメント・テクニシャン
- 村上敦宏 - ドラムス・テクニシャン
- 小林直美（アイトゥアイコミュニケーションズ） - ミュージシャン・コーディネーター
- 土岐和之（リバース） - ミュージシャン・コーディネーター
- 遠藤靖子 (Fill In) - 海外コーディネーター
- 鈴木利幸（ユナイテッドラウンジ東京） - アート・ディレクション、デザイン
- レスリー・キー (super sonic) - 写真撮影
- 辻野孝明 (teenei and co.,) - 衣装
- さくらいまさゆき (super sonic) - 衣装
- 山本典子（ユニバーサルミュージック） - アートワーク・コーディネーション
- 高橋直樹 - ヘアーカット&カラー
- ますだひでさと - ヘアーカット&カラー
- 小林潤子 - ヘアー&メイク
- オフィスレン - マネージメント・オフィス
- くさばまさし (IRc2 CORPORATION) - アーティスト・アテンダント
- 斉藤靖（ナユタウェイヴレコード） - A&R
- きただだい（ナユタウェイヴレコード） - A&R
- 稲村新山（ナユタウェイヴレコード） - アーティスト・プロモーション
- あべよしと（ナユタウェイヴレコード） - アーティスト・プロモーション
- ふじわらとしあき（オフィスレン） - アーティスト・プロモーション
- たけとみこうしろう（ナユタウェイヴレコード） - セールス・プロモーション
- 井上正 - スペシャル・サンクス
- フェンダー - スペシャル・サンクス
- トンボ - スペシャル・サンクス
- 小池一彦（ユニバーサルミュージック） - エグゼクティブ・プロデューサー
- 喜本孝（ユニバーサルミュージック） - エグゼクティブ・プロデューサー
- 町田晋（ナユタウェイヴレコード） - エグゼクティブ・プロデューサー
- 糟谷銑司 (IRc2 CORPORATION) - エグゼクティブ・プロデューサー
- 石坂敬一（ユニバーサルミュージック） - スーパーバイザー